# جيمس مارتن (سياسي أيرلندي)
جيمس مارتن (بالإنجليزية: James Martin)‏ هو فلاح وسياسي أيرلندي، ولد في 1905، وتوفي في 3 أكتوبر 1969. حزبياً، نشط في فيانا فايل. وقد انتخب عضو مجلس الشيوخ من أيرلندا عن دائرة القائمة الزراعية ‏ وقد انضم خلال فترته النيابية ‏ (23 يونيو 1965 – 24 يوليو 1969) للكتلة البرلمانية فيانا فايل وانتخب عضو مجلس الشيوخ من أيرلندا عن دائرة القائمة الزراعية ‏ وقد انضم خلال فترته النيابية ‏ (5 نوفمبر 1969 – 3 أكتوبر 1969) للكتلة البرلمانية فيانا فايل.